# Löwenberger Arbeitsgemeinschaft
Die Löwenberger Arbeitsgemeinschaft war eine 1927 vom Breslauer Hochschullehrer Eugen Rosenstock-Huessy in der Stadt Löwenberg/Provinz Niederschlesien gegründete Initiative zur Verbesserung der Wohn- und Arbeitsverhältnisse im Waldenburger Land.

## Geschichte und Gründung
Nach dem Ersten Weltkrieg wurde durch den Versailler Vertrag vom 20. Juni 1922 Ostoberschlesien vom Deutschen Reich abgespalten und an Polen abgetreten. Dadurch gingen große Teile der Industrie für Deutschland verloren, und es entstanden große wirtschaftliche Probleme. Das Waldenburger Steinkohlerevier war in den 1920er Jahren eine der ärmsten Gegenden Mitteleuropas. Dadurch war es zu einer Verelendung breiter Bevölkerungsschichten gekommen, die mit staatlicher Wirtschafts- und Sozialpolitik nicht zu beheben war.
Helmuth James Graf von Moltke hatte im Herbst 1926 eine Begegnung mit dem Waldenburger Landrat Karl Franz und war erschüttert über die dort herrschenden katastrophalen Lebensbedingungen. Deshalb plante er eine Hilfsaktion für die Region und brachte Journalisten aus dem Ausland nach Waldenburg, um die Missstände an die Öffentlichkeit zu bringen.
Am 18. September 1927 trafen sich in Kreisau die Hochschullehrer Gerhart von Schulze-Gaevernitz, Eugen Rosenstock-Huessy, Hans Peters sowie die Studenten Helmuth James von Moltke, Carl Dietrich von Trotha und Horst von Einsiedel. Sie gründeten die Löwenberger Arbeitsgemeinschaft, die wissenschaftliche, erzieherische und publizistische Aufgaben wahrnahm. Sie wollte Menschen aller Generationen, Konfessionen und Bevölkerungsschichten zur Lösung der wirtschaftlichen Probleme zusammenbringen.
Als erste Aktion fand im Oktober 1927 ein Kolloquium im Löwenberger Boberhaus statt, an dem 70 Personen aus unterschiedlichen gesellschaftlichen Gruppen teilnahmen. Darunter waren Fabrikanten, Gutsbesitzer, Pfarrer, Lehrer, Bergarbeiter, Gewerkschaftssekretäre, Professoren und Verwaltungsbeamte. Es wurden Ausschüsse gebildet zu einem Arbeitslager von Arbeitern, Bauern und Studenten eingeladen.

## Die Löwenberger Arbeitslager
Das erste Löwenberger Arbeitslager fand vom 14. März bis 1. April 1928 im Boberhaus statt. Es wurde von der Schlesischen Jungmannschaft der bündischen Deutschen Freischar organisiert. Es versammelten sich Studenten, Jungarbeiter und Jungbauern aus allen politischen Lagern, um gemeinsam eine Lösung der Wirtschaftsprobleme im Waldenburger Notstandsgebiet herbeizuführen. Behandelt wurden u. a. die Themen „Arbeiterleistung und Arbeitereinkommen“, „Konsumgewohnheiten“ und „Verkehrsfrage in der Auswirkung auf die Preisbildung“.
Unter der Leitung von Eugen Rosenstock-Huessy trafen sich Peter Graf Yorck von Wartenburg, Horst von Einsiedel, Carl Dietrich von Trotha, Theodor Steltzer, Adolf Reichwein und Helmuth James von Moltke. Rosenstock-Huessy wollte, dass Professoren und Studenten mit allen Bevölkerungsschichten zusammenkommen, um durch gemeinsames Nachdenken konkrete Lösungen der anstehenden Probleme zu erarbeiten.
Am ersten Lager nahmen nur Männer teil, 1930 kamen auch Frauen hinzu. Der Tagesablauf gestaltete sich wie folgt: Er begann mit einem Waldlauf, danach hielt Rosenstock-Huessy eine Ansprache zu Themen, die den Arbeitsalltag und das Leben der Jugendlichen betrafen und die den geistigen Zusammenhalt fördern sollte. Nach dem Frühstück stand körperliche Arbeit auf dem Programm. Nachmittags gab es Vorträge und Gesprächsrunden. Die Teilnehmer hatten Gelegenheit, ihre Lebenssituation zu schildern und so das gegenseitige Verständnis füreinander zu verbessern. Abends wurden kulturelle Veranstaltungen angeboten. Im Verlauf des ersten Lagers kamen zu den 100 jungen Teilnehmern noch 70 Personen der älteren Generation aus führenden Stellungen hinzu. Bei diesen sogenannten Führerbegegnungen kamen Professoren, hohe Regierungsbeamte, Kirchenvertreter und Gewerkschaftsführer zu Vorträgen und Aussprachen in das Boberhaus.
Einen Eindruck von diesem Arbeitslager vermittelt ein Brief von Moltkes Mutter: „Unser Löwenberger Ausflug war ein großer Erfolg. Meinungen aller Schattierungen waren vertreten, vom Großgrundbesitzer bis zum Kommunisten. Und alle mußten ihre Meinung frei äußern, was sie auch taten; so kam sozusagen eine freundliche Opposition zustande. Helmuth saß beim Essen neben einem Arbeiter, einem enthusiastischen sozialistischen Gewerkschafter von den Zeisswerken in Jena, und sie vertrugen sich so gut, daß der Arbeiter ihm schließlich ein Buch über den Gründer der Zeisswerke mit einer netten kleinen Widmung schenkte. Alle waren dort gleich (keine Titel wie Herr Professor oder Herr Bischof usw., die die Deutschen doch so lieben). Alle Meinungen sollten zum Ausdruck kommen, alle gleich stark.“ Im Rückblick schreibt Rosenstock-Huessy 1965: „Das Beispiel ging wie ein Lauffeuer durch die Landschaften... Unser schlesisches Muster erwies sich als unwiderstehlich... Die Arbeitslosen leiden unter ihrer Ausgliederung. ... Arbeitslose müssen trotz des Fehlens der Arbeit 'angehören', müssen Freunde finden können. Die Arbeitenden aber müssen die Nase aus ihrer Arbeitsteilung herausstecken, Ärzte so gut wie Dreher, Pfarrer so gut wie Älpler; jedes Schicksalsgenossen Feierabends- und Sonntagsgesicht muß aus ihm herausgeholt werden. Nur wer zwischen den zwei Gesichtern, in der Arbeit und bei der Feier, abwechselt, wird unser Mitmensch! ... Ohne den Zutritt von Nichtarbeitslosen konnten und können die Arbeitslosen ihren Frieden mit der Gesellschaft nicht schließen und nicht einmal einander den Frieden entbieten. Einhundert Arbeitslose in ihrem abgesonderten Lager ... sind deshalb, weil sie unter sich bleiben müssen, mehr ein Korps der Rache als ein Friedenskorps.“
Auf Anfrage von Moltke erwirkte der Zentrums-Abgeordnete Heinrich Brüning beim Reichspräsidenten eine hohe finanzielle Unterstützung für das Lager.
Die Arbeitslager wurden noch zweimal in den Jahren 1929 und 1930 durchgeführt. Sie trafen auf ein enthusiastisches Echo und hatten eine starke Wirkung im In- und Ausland. In allen Ländern Deutschlands ahmte man sie nach. Nach 1930 kam es zu Unstimmigkeiten in der schlesischen Gruppe, die in der Folgezeit die Unterstützung sozialistischer, kirchlicher und industrieller Kreise einbüßte. Nach der Machtübernahme durch die Nationalsozialisten verlor die Bewegung ihren führenden Kopf: Rosenstock-Huessy war jüdischer Herkunft und emigrierte 1933 in die Vereinigten Staaten. Die anhaltende Weltwirtschaftskrise beendete die Tätigkeit der Löwenberger Arbeitsgemeinschaft.
Mit ihrer personellen Zusammensetzung und der weltanschaulichen Prägung kann die Löwenberger Arbeitsgescheinschaft als Keimzelle und Vorläufer des Kreisauer Kreises angesehen werden.
Die schlesischen Arbeitslager sind strikt zu unterscheiden vom Freiwilligen Arbeitsdienst (FAD), der 1931 von der Regierung Brüning gegründet wurde, sowie vom 1935 eingeführten Reichsarbeitsdienst (RAD) im Nationalsozialistischen Deutschen Reich.

## Bekannte Teilnehmer
- Horst von Einsiedel – Mitglied des Kreisauer Kreises
- Helmuth James Graf von Moltke – Jurist und Gründer des Kreisauer Kreises
- Hans Poeschel – Regierungspräsident in Liegnitz
- Adolf Reichwein – Pädagoge, Wirtschaftswissenschaftler, Politiker und Mitglied des Kreisauer Kreises
- Eugen Rosenstock-Huessy – Rechtshistoriker und Soziologe
- Gerhart von Schulze-Gaevernitz – Politiker der DDP
- Theodor Steltzer – Politiker
- Wilhelm Teichmann – Rittergutsbesitzer in Brodelwitz
- Carl Dietrich von Trotha – Hochschullehrer und Mitglied des Kreisauer Kreises
- Peter Graf Yorck von Wartenburg – Jurist und Mitglied des Kreisauer Kreises